# جان بینر
جان بینر (به انگلیسی: John Boehner) (زاده ۱۷ نوامبر ۱۹۴۹ در اوهایو، آمریکا) رئیس مجلس نمایندگان آمریکا و از اعضای حزب جمهوری‌خواه است. حزب جمهوری‌خواه در انتخابات کنگره سال ۲۰۱۰ به رهبری وی توانست اکثریت کرسی‌های مجلس نمایندگان را بدست آورد. او در تاریخ ۵ ژانویه ۲۰۱۱ با سوگند در مجلس نمایندگان به سمت ریاست این مجلس رسید و جایگزین نانسی پلوسی شد.
جان بینر بار دیگر در تاریخ شانزدهم دی سال ۱۳۹۳ برابر با ششم ژانویه سال ۲۰۱۵ به عنوان رئیس مجلس نمایندگان آمریکا انتخاب شد.

## استعفا
بینر در تاریخ جمعه ۲۵ سپتامبر ۲۰۱۵ در یک سخنرانی احساسی استعفای خود از ریاست مجلس و نمایندگی کنگره را اعلام کرد. او گفت اولین وظیفه من به عنوان ریاست این نهاد محافظت از آن است، درحالیکه برای من روشن است که این آشفتگی در رهبری طولانی مدت حزب می‌تواند آسیب جبران ناپذیری به آن وارد آرد.